# امانوئل گلدبرگ

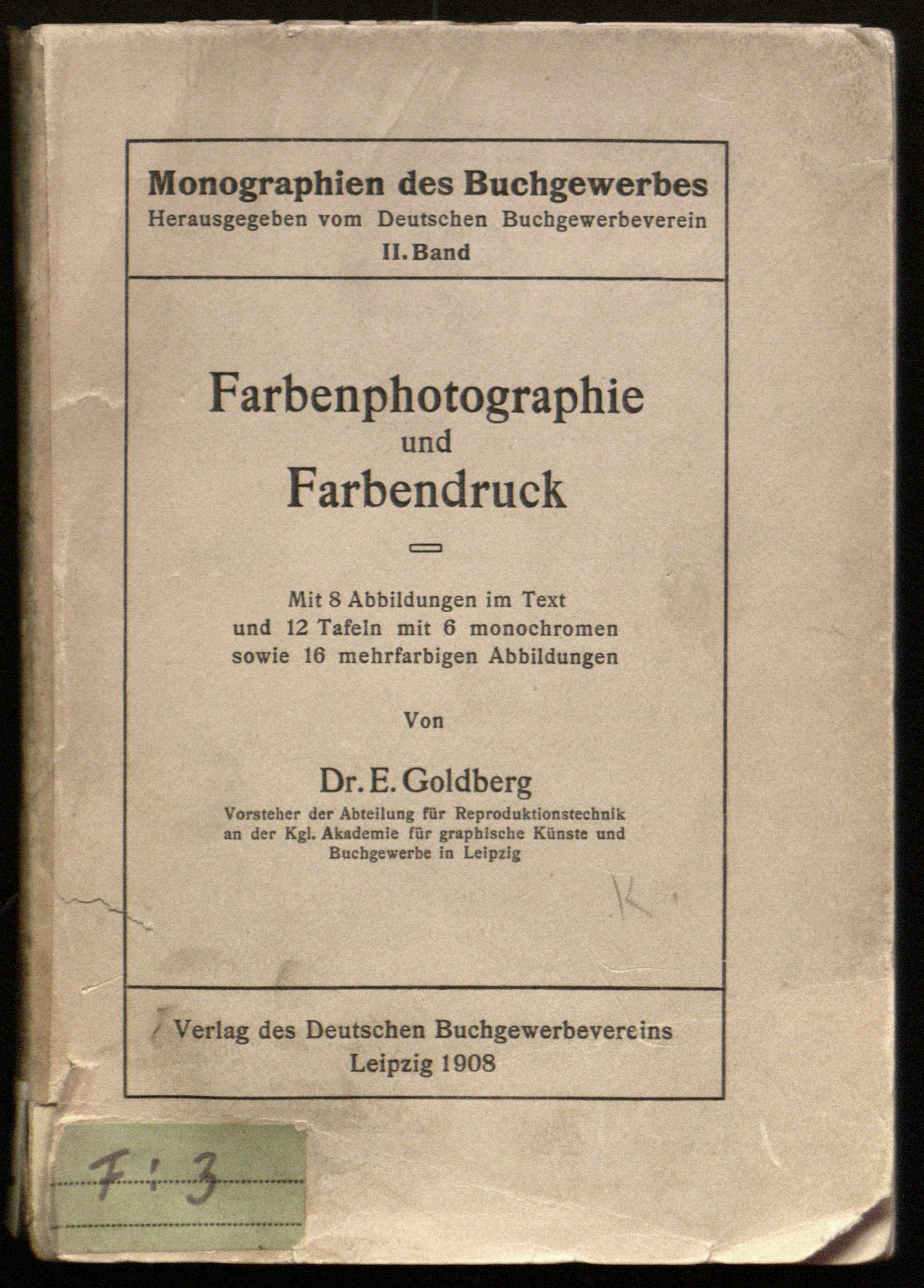
جلد نشریهٔ «Farbendruck und Farbenphotographie»، اثری از امانوئل گلدبرگ که در لایپزیک منتشر شد. / ۱۹۰۸

 امانوئل گلدبرگ (عبری: עמנואל גולדברג‎؛ زادهٔ ۳۱ اوت ۱۸۸۱ - درگذشتهٔ ۱۳ سپتامبر ۱۹۷۰) فیزیک‌دان اهل روسیه بود.
او همچنین برنده جوایزی همچون جایزه اسرائیل شده است.